# Elezioni generali in Ghana del 2012
Le elezioni generali in Ghana del 2012 si tennero il 7 e 8 dicembre per l'elezione del Presidente e il rinnovo del Parlamento.

## Risultati

### Elezioni presidenziali
| John Dramani Mahama       | Congresso Democratico Nazionale      | 5 574 761  | 50,70 |  |  |  |  |  |
| Nana Akufo-Addo           | Nuovo Partito Patriottico            | 5 248 898  | 47,74 |  |  |  |  |  |
| Paa Kwesi Nduom           | Partito Progressista del Popolo      | 64 362     | 0,59  |  |  |  |  |  |
| Henry Herbert Lartey      | Grande Partito Popolare Coalizzato   | 38 223     | 0,35  |  |  |  |  |  |
| Ayariga Hassan            | Convenzione Nazionale del Popolo     | 24 617     | 0,22  |  |  |  |  |  |
| Michael Abu Sakara Foster | Partito della Convenzione del Popolo | 20 323     | 0,18  |  |  |  |  |  |
| Jacob Osei Yeboah         | Indipendente                         | 15 201     | 0,14  |  |  |  |  |  |
| Akwasi Addai Odike        | Partito del Fronte Unito             | 8 877      | 0,08  |  |  |  |  |  |
| Totale                    | Totale                               | 10 995 262 | 100   |  |  |  |  |  |
|                           |                                      |            |       |  |  |  |  |  |
| Voti non validi           | Voti non validi                      | 251 720    | 2,24  |  |  |  |  |  |
| Votanti                   | Votanti                              | 11 246 982 |       |  |  |  |  |  |

### Elezioni parlamentari
| Liste                                | Voti       | %     | Seggi |
| ------------------------------------ | ---------- | ----- | ----- |
| Nuovo Partito Patriottico            | 5 248 862  | 47,51 | 123   |
| Congresso Democratico Nazionale      | 5 127 671  | 46,41 | 148   |
| Partito Progressista del Popolo      | 182 649    | 1,65  | –     |
| Partito della Convenzione del Popolo | 81 009     | 0,73  | 1     |
| Convenzione Nazionale del Popolo     | 72 618     | 0,66  | 1     |
| Altri                                | 513 543    | 4,65  | 3     |
| Totale                               | 11 048 109 | 100   | 275   |